# Mustapha Suleyman
Mustapha Suleyman (* 6. September 1999 in Buyenzi) ist ein burundischer Fußballspieler auf der Position eines Abwehrspielers.

## Vereinskarriere

### Karrierebeginn in der Heimat
Mustapha Suleyman spielte in seiner Heimat für den Erstligisten Aigle Noir FC de Makamba, der sich nach der Saison 2014/15 die Lizenzen des Rusizi FC gesichert hatte und seit 2015/16 in der höchsten Spielklasse des Landes antritt. Während seiner dortigen Zeit kam er im Jahre 2017 auch zu seinem Debüt in der burundischen Fußballnationalmannschaft. Nachdem er mit der Mannschaft in der Saison 2016/17 den vierten Platz im Endklassement belegt hatte, schaffte er es mit dem Team in der nachfolgenden Spielzeit 2017/18 immerhin auf den dritten Platz und schied im Pokal erst im Viertelfinale knapp mit 0:1 gegen Olympic Star de Muyinga aus. Seine bislang erfolgreichste Saison absolvierte Suleyman 2018/19, als er mit Aigle Noir überlegen burundischer Meister und Pokalsieger wurde. Weiters gewann er mit seiner Mannschaft auch die Super Coupe 2019, den burundischen Superpokal.

### Wechsel nach Tansania
Nach der erfolgreichen Saison mit Aigle Noir wechselte Suleyman im Sommer 2019 nach Tansania zu den Young Africans, bei denen kurz davor auch noch sein Landsmann Amissi Tambwe gespielt hatte. In der Premier League kam der Defensivakteur daraufhin regelmäßig zum Einsatz und beendete die Saison 2019/20, die aufgrund der COVID-19-Pandemie zwischen März und Juni 2020 unterbrochen worden war, mit den Young Africans auf dem zweiten Tabellenplatz – mit 16 Punkten Rückstand auf den überlegenen Meister, den Simba SC. Im tansanischen Fußballpokal 2019/20 unterlag er mit der Mannschaft im Halbfinale ebenfalls dem Simba SC, der in weiterer Folge auch Pokalsieger wurde. Auch in der Spielzeit 2020/21 gehörte der Burundier dem tansanischen Rekordmeister an und rangiert mit diesem aktuell (Stand: 14. Februar 2021) ungeschlagen auf dem ersten Tabellenplatz.

## Nationalmannschaftskarriere
Noch während seiner Zeit beim Aigle Noir FC de Makamba kam Suleyman zu seinem Debüt in der burundischen Fußballnationalmannschaft. Dabei setzte ihn Olivier Niyungeko beim 1:0-Sieg im Länderspiel gegen Dschibuti am 13. März 2017 von Beginn an ein und ersetzte ihn in Minute 77 durch den rund zwei Jahre älteren Omar Moussa. Im rund zwei Wochen später stattfindenden Länderspiel gegen Tansania, das ebenfalls noch der Vorbereitung auf die Qualifikation zur Afrikanischen Nationenmeisterschaft 2018 diente, setzte ihn Niyungeko bei der 1:2-Niederlage im Benjamin-Mkapa-Nationalstadion erst ab der 68. Spielminute als Ersatz für den routinierteren Kiza Fataki ein. Bis dato (Stand: 14. Februar 2021) wurde er in keinem weiteren Länderspiel seines Heimatlandes mehr eingesetzt.

## Erfolge
mit dem Aigle Noir FC de Makamba
- 1 × Burundischer Meister: 2018/19
- 1 × Burundischer Pokalsieger: 2018/19
- 1 × Burundischer Superpokalsieger: 2019

mit dem Young Africans FC
- 1 × Tansanischer Vizemeister: 2019/20